# Genitori in trappola
Genitori in trappola (The Parent Trap) è un film della Disney del 1998 con Dennis Quaid, Natasha Richardson, e Lindsay Lohan nella sua prima apparizione cinematografica.
È un remake de Il cowboy con il velo da sposa (1961) con Hayley Mills e, come l'originale, è tratto dal romanzo tedesco Carlottina e Carlottina (Das Doppelte Lottchen, 1949) di Erich Kästner.

## Trama
Hallie Parker è una ragazzina di 11 anni cresciuta nella Napa Valley, in California, con il padre, Nick Parker, ricco proprietario di un vigneto. Annie James invece vive a Londra con la madre, Elizabeth James, detta Lizzie, affermata stilista di abiti da sposa.
Le due bambine in realtà sono gemelle, separate alla nascita subito dopo il divorzio dei genitori che decisero di prendere ciascuno la custodia di una delle figlie. Nessuna delle due sa dell'esistenza dell'altra fino a quando, per coincidenza a 12 anni dalla nascita, si ritrovano a frequentare lo stesso campo estivo nel Maine, rimanendo entrambe sorprese dalla straordinaria somiglianza fisica reciproca. La vita nel campo è però difficile: le due, che nel frattempo si sono create una cerchia di amici, si sfidano a colpi di tremendi scherzi fino a quando, dopo l’ennesimo disastro, la responsabile per punizione le manda a passare la notte insieme in un bungalow. Dopo essersi riappacificate si conoscono meglio e, poiché tra di loro ci sono tante somiglianze oltre all'aspetto fisico, scoprono grazie a una foto dei loro genitori da giovani,  di essere sorelle gemelle. Oramai affezionate l'una all'altra e non volendosi separare ancora una volta, per convincere i rispettivi genitori a rimettersi di nuovo insieme, Hallie ed Annie decidono segretamente di scambiarsi: la prima va a vivere con la madre a Londra mentre la seconda si stabilisce col padre in California.
Le sorelle trascorrono i giorni facendo la reciproca conoscenza dei genitori. Il loro piano sembra però crollare quando Annie, nei panni di Hallie, apprende che il padre sta per sposarsi con una giovane donna, Meredith Blake, acida e viziata, la quale sembra però interessata solo ai soldi dell'uomo ed è intenzionata a mandare Hallie in un collegio subito dopo il matrimonio.
Le ragazze, dopo essere state scoperte riguardo allo scambio dei ruoli, riescono a far incontrare i loro genitori in un hotel a San Francisco  e a farli cenare su uno yacht; il giorno seguente vanno in gita in montagna, dove, come programmato, dovevano andare Lizzie, Nick, Hallie e Annie. Lizzie però decide di far andare Meredith al posto suo. Durante il tragitto, le gemelle iniziano a fare numerosi scherzi e dispetti a Meredith, la quale, sfinita dalla situazione, ordina a Nick di fare una scelta: o lei o le figlie. Nick sceglie giustamente le sue figlie. Tornati a casa, Nick prepara per Lizzie una cena a lume di candela nella sua villa,  mostrandole la sua bottega di Vini privata, ma in seguito i due decidono di ritornare alle loro vite di prima dividendo le gemelle, ma Annie e Lizzie, arrivando a casa, trovano una sorpresa: Hallie e Nick sono arrivati prima di loro grazie ad un concorde con cui si impiega la metà del tempo. A questo punto, Nick dichiara a Lizzie il suo amore e, dopo essersi riappacificati, ritornano ad essere una famiglia.
Durante i titoli di coda, vengono mostrate le foto del secondo matrimonio di Nick e Lizzie, circondati dalle gemelle, il padre di Lizzie, la governante Cassie e il maggiordomo Martin, i quali si fidanzano durante il ricevimento.

## Personaggi
- Hallie Parker e Annie James: sono le due gemelle protagoniste del film. Una è cresciuta assieme a sua madre, famosa stilista di abiti da sposa, a Londra abituata a vestire bene in maniera elegante, a seguire le buone maniere e a parlare un linguaggio compito. L’altra è cresciuta in California con suo padre, abituata a vestire in maniera semplice e a parlare con un linguaggio più sciolto e spontaneo. Dopo essersi conosciute ad un campo estivo ed aver scoperto di essere gemelle, le due si scambiano di posto andando l’una nel paese dell’altra per conoscere il genitore che non hanno mai avuto, così da riunirli e riavere la tanto desiderata famiglia. Pur essendo per certi aspetti diverse a livello caratteriale, sia Hallie che Annie sono due ragazzine molto decise, a volte testarde e intraprendenti, ma soprattutto affettuose.
- Elizabeth “Lizzie” James: è l'elegante, educata e indipendente madre delle gemelle, nonché affermata e raffinata stilista di abiti da sposa. In passato divorziò da suo marito Nick e prese in custodia Annie, ma a fine film si rimetterà con Nick per il bene delle figlie e capendo di amarlo ancora.
- Nicholas "Nick" Parker: è il papà delle gemelle, nonché ricco proprietario di un vigneto, un uomo carismatico, amichevole e pieno di vita. In passato divorziò da sua moglie Lizzie prendendo in custodia Hallie. Si fidanzerà con una giovane donna sua collega, Meredith Blake, che poi lascerà capendo di non amarla davvero e a fine film si rimetterà con sua moglie Lizzie per il bene delle figlie e capendo di amarla ancora.
- Chessy: è la governante che vive in casa Parker con Nick e Hallie. È molto più che una governante, infatti vuole molto bene alle gemelle ed è spesso loro complice e confidente. È la prima a scoprire il segreto di Annie. S'innamorerà di Martin sin dal primo momento che lo incontra.
- Martin: è il maggiordomo che vive in casa con i James ed è molto affezionato alle gemelle. S'innamora di Chessy sin dal primo momento che la incontra.
- Charles James: è il nonno delle gemelle, nonché padre di Lizzie. È il primo a scoprire che Annie in realtà è Hallie.
- Meredith Blake: è una donna molto giovane di 26 anni che lavora e collabora con Nick e con il quale ben presto si fidanzerà, ma lo farà solo per il denaro che possiede e non per amore. Molto cinica, arrogante e presuntuosa, ha in programma di spedire le gemelle in un collegio una volta che si sarà sposata con Nick, ma durante la gita in campeggio alla quale parteciperà al posto di Lizzie, dopo diversi scherzi da parte delle gemelle, costringerà Nick a scegliere fra lei e loro. Nick sceglierà le sue ragazze e lei andrà via arrabbiata.
- Sammy: il Golden Retriever dei Parker, molto legato a Hallie. Inizialmente è ostile con Annie perché capisce subito che non è la vera Hallie. Come le gemelle e Chessy, odia Meredith.
- Marva Kulp Sr: è l’organizzatrice del campeggio.
- Marva Kulp Jr: è la figlia di Marva e sua assistente.
- Nicole: è una delle amiche di Hallie al campeggio
- Erika: è un’altra delle amiche di Hallie al campeggio.

## Produzione
Le riprese del film si sono svolte dal 15 luglio 1997 al 17 dicembre 1997.

## Riconoscimenti
- 1999 - Blockbuster Entertainment Awards
  - Nomination Miglior attrice esordiente a Lindsay Lohan
- 1999 - Artios Award
  - Nomination Miglior casting per un film commedia a Ilene Starger
- 1999 - Young Artist Awards
  - Miglior attrice giovane a Lindsay Lohan
  - Nomination Miglior film commedia per la famiglia
- 1998 - International Film Music Critics Award
  - Nomination Miglior colonna sonora in un film commedia a Alan Silvestri
- 1999 - Online Film & Television Association
  - Miglior performance rivelazione femminile a Lindsay Lohan
  - Nomination Miglior performance giovane a Lindsay Lohan
  - Nomination Miglior attrice per la famiglia a Lindsay Lohan
- 1998 - YoungStar Awards
  - Nomination Miglior attrice esordiente in un film commedia a Lindsay Lohan

## Incassi
Il 31 luglio 1998 il film entrò alla posizione numero 1 delle classifiche dei film più visti, guadagnando oltre 70 milioni di dollari solo negli Stati Uniti.
Costato 15 milioni di dollari, alla fine ne incassó 140 durante tutto il ciclo nelle sale e divenne un grande successo per Disney.

## Curiosità
- Nel film originale, al suo arrivo al campo estivo, Sharon McKendrick viene smistata nel gruppo degli "Arapahoe". Nel remake, invece, Annie James, viene smistata nel gruppo dei "Navajos".
- Non c'è nessun campo estivo maschile nelle vicinanze del Camp Walden, e di conseguenza non si cita alcuna festa.
- Quando Elizabeth arriva all'aeroporto viene cantata la canzone In The Mood di Glenn Miller, morto nel 1944.
- Il camp Walden, dove Annie ed Hallie si conoscono, esiste realmente ed è in Carolina del Nord: in esso, però, non vi è alcun bungalow isolato.
- Vi sono molti riferimenti al film originale Il cowboy con il velo da sposa del 1961:
  - La canzone di Richard M. Sherman e Robert B. Sherman Let's Get Together;
  - All'Atelier di abiti da sposa, una delle assistenti della madre delle ragazze si chiama Verbena come la tata della casa del padre nel film originale;
  - Meredith parla al cellulare con il Reverendo Mosby, nome di un personaggio del film originale;
  - Quando Hallie ed Annie comunicano tra loro si giustificano con i genitori dicendo di parlare con l'amica (inventata) Mildred Plotker, anch'essa personaggio del film.
  - L'attrice Joanna Barnes, che nel film originale interpretava Vicky, nel remake interpreta la madre di Meredith, anch'essa di nome Vicky.
- I nomi delle gemelle sono quelli delle figlie della regista e del produttore del film, sposati nella vita, Nancy Meyers e Charles Shyers: Annie Meyers-Shyers e Hallie Meyers-Shyers. Entrambe hanno avuto una piccola parte nel film: Hallie ha interpretato la ragazza del camp che all'inizio chiede della riserva Navajo, mentre Annie una ragazza all'hotel.
- Il ragazzo che si è perso al camp delle ragazze è interpretato da Michael Lohan, fratello di Lindsay. Quando Hallie arriva a Londra e incontra Martin all'aeroporto, si può notare la madre di Lindsay che nasconde il fratello.
- Michelle Trachtenberg avrebbe dovuto interpretare il ruolo delle gemelle. Casualmente il compleanno dell'attrice è l'11 ottobre, lo stesso giorno di Hallie ed Annie.
- L'uomo che sposa Elizabeth e Nick all'inizio del film è interpretato dal direttore della fotografia, Dean Cundey.
- Dopo che Hallie arriva a Londra, lei e la madre camminano per strada sulle note di "Here Comes The Sun" (scritta da George Harrison), e in seguito percorrono le strisce pedonali presenti sulla copertina del disco Abbey Road dei Beatles, da cui la canzone è tratta.
- Per preparare la scena in cui Annie e Hallie guardano la luna con la foto dei loro genitori ci sono volute sei ore.
- Quando il film venne trasmesso da Disney Channel, la scena dove Hallie fa i buchi ai lobi delle orecchie di Annie venne tagliata, mentre in altre versioni essa appare regolarmente.
- Un altro remake de Il cowboy con il velo da sposa del 1961 è Matrimonio a 4 mani con le gemelle Mary-Kate e Ashley Olsen.
- Si fa riferimento al film anche nell’episodio 8 della seconda stagione di New Girl.[senza fonte]
- Il personaggio di Elizabeth James, interpretato dall'attrice britannica Natasha Richardson è puramente ispirato alla figura di Diana Spencer, scomparsa prematuramente qualche mese prima dell'inizio delle riprese.